# Hedwig Kenner
Hedwig Kenner (* 20. April 1910 in Wien, Österreich-Ungarn; † 10. Februar 1993 in Klagenfurt am Wörthersee) war eine österreichische Klassische Archäologin.

## Leben und Leistungen
Hedwig Kenners Vater war der Maler Anton von Kenner, ihr Großonkel der Archäologe Friedrich von Kenner, der Urgroßvater Joseph Kenner beschäftigte sich mit Numismatik. Nach der Abschaffung der Adelsprivilegien führte sie kein von mehr in ihrem Namen. Sie besuchte das Gymnasium Wien III und legte dort ihre Matura mit Auszeichnung ab. Ab Herbst 1929 studierte Kenner Klassische Archäologie und Klassische Philologie an der Universität Wien. Sie promovierte 1934 mit der Dissertation Das Luterion im Kult bei Camillo Praschniker. Danach wurde sie Assistentin an der Archäologischen Lehrsammlung der Wiener Universität, 1936 am Archäologisch-Epigraphischen Seminar. 1937 legte sie zudem ihre Lehramtsprüfungen für das höhere Lehramt in Latein und Griechisch ab. Als illegale Nationalsozialistin beantragte sie am 21. Mai 1938 die Aufnahme in die NSDAP und wurde rückwirkend zum 1. Mai desselben Jahres aufgenommen (Mitgliedsnummer 6.282.734). Sie habilitierte sich mit einer zu Vasen im Kunsthistorischen Museum in Wien sowie den Vasen der Sammlung Matsch für das Gesamtfach der Klassischen Archäologie, die Arbeit wurde als Band des Corpus Vasorum Antiquorum Österreich (CVA) herausgebracht.
Nach Praschnikers Tod 1949 vertrat Kenner den Lehrstuhl zwei Jahre bis zur Berufung Otto Walters. Sie blieb dessen Assistentin und wurde ebenfalls 1951 zur Außerordentlichen Professorin ernannt. Auch bei Walters Nachfolger Fritz Eichler verblieb sie als Assistentin am Institut in Wien. 1961 wurde sie in Nachfolge Eichlers zur ordentlichen Universitätsprofessorin ernannt, diese Funktion hatte sie bis 1980 inne. Sie entwickelte eine reiche Lehrtätigkeit, die sie auch nach ihrer Emeritierung fortsetzte, und betreute über 70 Dissertationen (darunter Gerhard Langmann und Wilhelm Alzinger). 1969 lehnte sie das Angebot, das Österreichische Archäologische Institut zu leiten, ab, da es ihr als unvorstellbar erschien, dass eine Frau eine solche Institution leitete. Das hatte auch damit zu tun, dass sie anders als an Forschung und Lehre an den Aufgaben, die sie als Ordinaria als Institutsvorstand hatte, nie Freude hatte und solche Aufgaben in dieser Funktion vorrangig gewesen wären.
Kenner machte erste praktische Grabungserfahrungen in den Grabungskampagnen 1939 und 1940 unter der Leitung Hermann Vetters in Carnuntum. Sie war ab 1948 Mitglied des Ausgräberteams der Stadt auf dem Magdalensberg. Hier bearbeitete sie vor allem die Kleinfunde. Sie beschäftigte sich vor allem mit Kunst- und provinzialrömischer Archäologie sowie antikem Theater. Ihre Forschungen zum Verhältnis vom Theater und der antiken Kunst waren ebenso bahnbrechend wie ihre Forschungen zum Weinen und Lachen in der Kunst der Antike. Vor allem, aber nicht nur das Alterswerk beschäftigte sich mit religiöser Kunst. So befasste sie sich mit vorrömischen Traditionen ebenso wie mit provinzialrömischen Kulten und dem Volksglauben. Kenner war für ihre Fähigkeiten bekannt, wissenschaftliche Themen für Studenten, Fachleute und Laien anschaulich und lebendig zu gestalten. Kenner war Ehrenmitglied des Österreichischen Archäologischen Instituts sowie des Geschichtsvereins Kärntens, Mitglied des Deutschen Archäologischen Instituts sowie korrespondierendes Mitglied der Österreichischen Akademie der Wissenschaften. Für ihre wissenschaftlichen Verdienste wurde ihr das Silberne Ehrenzeichen für Verdienste um die Republik Österreich verliehen. Aus Anlass ihres 70. Geburtstages wurde Kenner eine Festschrift gewidmet, deren 53 Beiträge auf zwei Bände verteilt werden mussten. 1985 widmeten ihr ihre vormaligen Doktoranden ein Buch zur Römischen Wandmalerei am Magdalensberg.

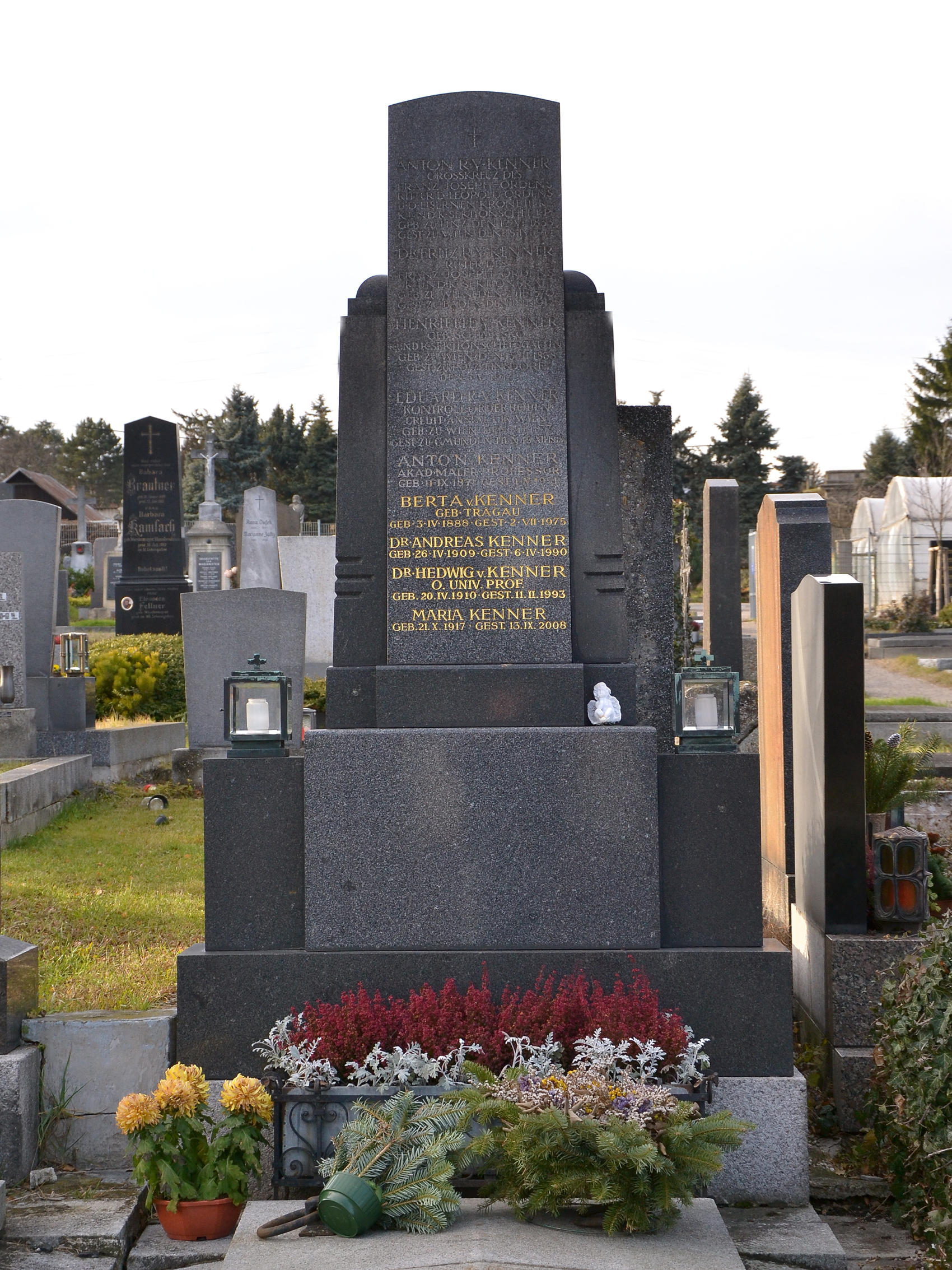
Grab von Hedwig Kenner am Gersthofer Friedhof Wien

Kenner blieb unverheiratet und verbrachte ihre letzten Lebensjahre in Kärnten, nahe ihrer Wirkungsstätte am Magdalensberg. Über ihr Privatleben ist fast nichts bekannt, es wird vermutet, dass sie ihr Leben weitestgehend der Wissenschaft und Forschung gewidmet hatte. Ihr Wesen wird als besonnen und ausgeglichen, ihr Charakter als vornehm, das Gemüt als heiter beschrieben. Sie war in der Lehre akribisch genau und kritisch, ohne zu verletzen. Zudem wird ihre Möglichkeit zur Selbstdisziplinierung hervorgehoben, die ihr auch bei eintönigeren Arbeiten über längere Zeiträume half. Einzig Kenners Wahrnehmung der 1930er und 1940er Jahre als harmonische und glückliche Zeit für das Wiener archäologische Institut gilt heute als durch eigene positive Erfahrungen verzerrte Wahrnehmung. Kenner verstarb nach längerer Krankheit in Klagenfurt.

## Schriften (Auswahl)
Siehe das Schriftenverzeichnis in Pro arte antiqua. Festschrift für Hedwig Kenner. Band 2, Berlin / Wien 1985, S. 371–373.
- Corpus Vasorum Antiquorum, Wien Band 1: Vasen der Archäologischen Sammlung der Universität und der Sammlung Matsch. Beck, München 1942.
- Der Fries des Tempels von Bassae-Phigalia (= Kunstdenkmäler. Heft 2). Deuticke, Wien 1946.
- mit Camillo Praschniker: Der Bäderbezirk von Virunum. Rohrer, Wien 1947.
- Das Theater und der Realismus in der griechischen Kunst. Sexl, Wien 1954.
- Weinen und Lachen in der griechischen Kunst (= Österreichische Akademie der Wissenschaften. Philosophisch-Historische Klasse. Sitzungsberichte. 234, 2). Rohrer, Wien 1960.
- Das Phänomen der verkehrten Welt in der griechisch-römischen Antike (= Aus Forschung und Kunst. 8, ZDB-ID 525524-7). Geschichtsverein für Kärnten, Klagenfurt 1970.
- Das Mädchen von Antium (= Österreichische Akademie der Wissenschaften. Philosophisch-Historische Klasse. Sitzungsberichte. 274, 1). Böhlau, Wien 1971.
- Apoll vom Belvedere (= Österreichische Akademie der Wissenschaften. Philosophisch-Historische Klasse. Sitzungsberichte. 279, 3). Böhlau, Wien 1972.
- Die römischen Wandmalereien des Magdalensberges (= Kärntner Museumsschriften. Band 70 = Archäologische Forschungen zu den Grabungen auf dem Magdalensberg. Band 8). Verlag des Landesmuseums für Kärnten, Klagenfurt 1985, ISBN 3-900575-00-2.
- Die Götterwelt der Austria Romana. In: Wolfgang Haase (Hrsg.): Aufstieg und Niedergang der römischen Welt. Teil 2: Principat. Band 18: Religion (Heidentum: Die religiösen Verhältnisse in den Provinzen). Teilband 2. de Gruyter, Berlin u. a. 1989, ISBN 3-11-010366-4, S. 875–974, 1652–1745.